# Dascillus cervinus
Dascillus cervinus (лат.) — вид жесткокрылых (жуков) из семейства лопастников.

## Распространение
Встречается почти по всей Европе (на Британских островах — изредка), в том числе, на территории России (единственный представитель семейства, найденный в России). Дважды отмечен в Мордовии.

## Описание

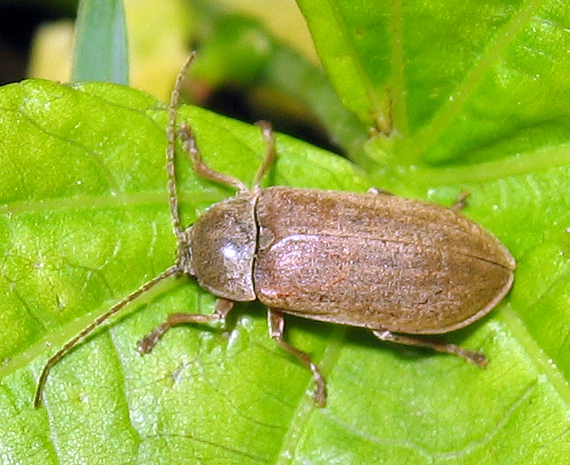

Длина тела достигает 7-8 мм. Надкрылья и переднеспинка у самцов черные, у самок черно-бурые. Этот окрас покрыт очень густой, бархатистой, серой или желтовато-коричневой «шерстью». У жуков хорошо развит ротовой аппарат.
Личинки питаются живыми корнями травы в земле. Перед окукливанием они дважды зимуют.